# Dinoptera minuta
Dinoptera minuta är en skalbaggsart som först beskrevs av Friedrich-August von Gebler 1832.  Dinoptera minuta ingår i släktet Dinoptera och familjen långhorningar. Inga underarter finns listade i Catalogue of Life.